# Architektura 16-bitowa
Architektura 16-bitowa – architektura komputera, w której słowa, adresy i inne dane mieszczą się w najwyżej 16 bitach pamięci.
Termin architektura 16-bitowa nie musi odnosić się do szerokości szyny danych oraz możliwości adresowych takiego procesora (długości szyny adresowej). Przykładowo: 16-bitowy procesor 8088 posiada 8-bitową szynę danych (co oznacza, że podczas jednego cyklu odczytu z pamięci może odczytać 8 bitów) oraz 20-bitową szynę adresową (co z kolei umożliwia mu adresowanie 220, czyli megabajt pamięci).
Pierwszym na świecie mikroprocesorem 16-bitowym był TMS9900 wyprodukowany przez firmę Texas Instruments w 1976 roku.
Procesory 16-bitowe stosunkowo dawno wyszły z użycia domowego, obecnie stosowane są głównie w sterownikach przemysłowych i systemach wbudowanych.
Procesory wykonane w tej architekturze to np.:
- Intel: seria 8086 aż do 80286
- Zilog: seria Z800
- AMD: AM29116.